# والتر شتاينبك
والتر شتاينبك (بالألمانية: Walter Steinbeck)‏ (و. 1878 – 1942 م) هو ممثل مسرحي، وممثل أفلام، وممثل تلفزي ألماني، توفي في برلين، عن عمر يناهز 64 عاماً، بسبب مرض.

## وصلات خارجية
- والتر شتاينبك على موقع IMDb (الإنجليزية)
- والتر شتاينبك على موقع ألو سيني (الفرنسية)
- والتر شتاينبك على موقع أول موفي (الإنجليزية)
- والتر شتاينبك على موقع قاعدة بيانات الأفلام السويدية (السويدية)
- والتر شتاينبك على موقع قاعدة بيانات الفيلم (الإنجليزية)
- والتر شتاينبك على موقع كينوبويسك (الروسية)